# Kulturbund der DDR

Logo

Der Kulturbund der DDR (unter diesem Namen von 1974 bis 1990) war eine kulturelle Massenorganisation in der Deutschen Demokratischen Republik (DDR). Er hieß zuvor Kulturbund zur demokratischen Erneuerung Deutschlands (1945 bis 1958) bzw. Deutscher Kulturbund (1958 bis 1974).

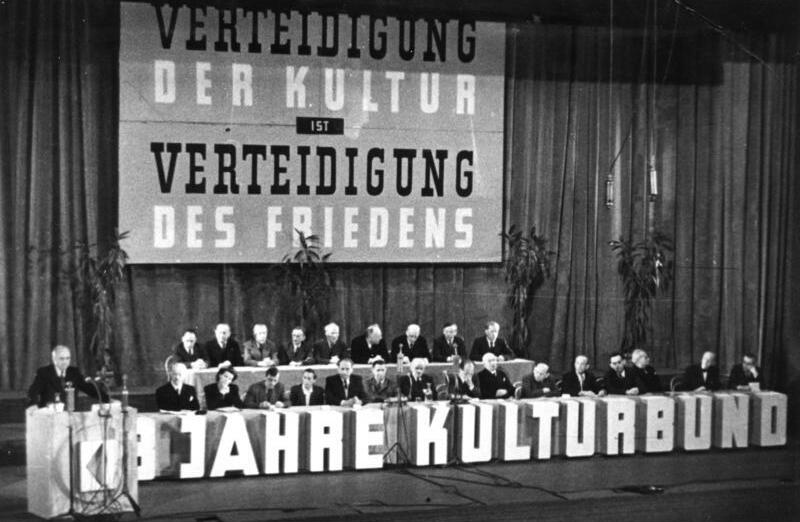
Friedenskundgebung des Kulturbundes in der Deutschen Staatsoper (Admiralspalast) in Berlin (1948)

Der Kulturbund wurde am 8. August 1945 von Johannes R. Becher und anderen Intellektuellen mit Genehmigung der Sowjetischen Militäradministration (SMAD) im britischen Sektor von Berlin gegründet, als eine interzonale, plurale und überparteiliche Sammlungsbewegung für intellektuell Interessierte aller Art auf der Basis von Antifaschismus und Humanismus und mit dem Ziel „nationaler Wiedergeburt“ und der „Wiedergewinnung des Vertrauens und der Achtung der Welt“. Ab 1949 wurden dem Kulturbund durch Verordnung der Deutschen Verwaltung für Volksbildung diverse kleinere kulturelle Vereine angeschlossen.
Später diente der Kulturbund der DDR-Staatspartei SED zur Schaffung einer sozialistischen Kultur in der Gesellschaft. Als Bestandteil der Nationalen Front war der Kulturbund auch als zeitweilig kleinste Fraktion in der Volkskammer der DDR vertreten. Zahlreiche Schriftsteller gehörten dem Kulturbund an, darunter Adam Scharrer, Willi Bredel, Fritz Erpenbeck, Bernhard Kellermann, Victor Klemperer, Anna Seghers, Bodo Uhse, Ehm Welk, Christa Wolf, Arnold Zweig. Erster Präsident war Johannes R. Becher.

## Geschichte bis 1949 (Berlin und SBZ)

### Vorläufer in der Emigration
Im März 1939 gründeten deutsche Emigranten in Großbritannien und in Schweden den Freien Deutschen Kulturbund, der als Vorläufer des Kulturbundes der DDR angesehen werden kann.

### Planungen innerhalb der KPD 1944/45
Die Idee für den Kulturbund nahm im Herbst 1944 konkretere Formen an, als die KPD-Führung in Moskau ein Aktionsprogramm entwickelte, zu dem auch ein ausführlicher Abschnitt „Kulturpolitik und Volksbildung“ gehörte. Der expressionistische Dichter und Kommunist Johannes R. Becher, damals dort im Exil und im Zentralkomitee der KPD, leitete die Kulturkommission und plante bereits im September 1944, im Nachkriegsdeutschland einen Verband für Kulturschaffende einzurichten. Dieser sollte sich nicht KPD-nah, sondern nach allen Seiten offen präsentieren und der Umerziehung von Intellektuellen und Künstlern im Sinne eines sozialistischen Menschenbilds dienen. Vorbild waren ähnliche Zusammenschlüsse in Exilländern wie England oder Schweden.
Nach seiner Rückkehr ins zerstörte Berlin stellte Becher bei der Sowjetischen Militäradministration in Deutschland (SMAD) den Antrag auf die Zulassung eines „Kulturbundes zur demokratischen Erneuerung Deutschlands“. Er erhielt am 25. Juli 1945 die Zulassung für Berlin, am 31. Juli 1945 für die Sowjetische Besatzungszone – das Gebiet der späteren DDR.

### Gründung

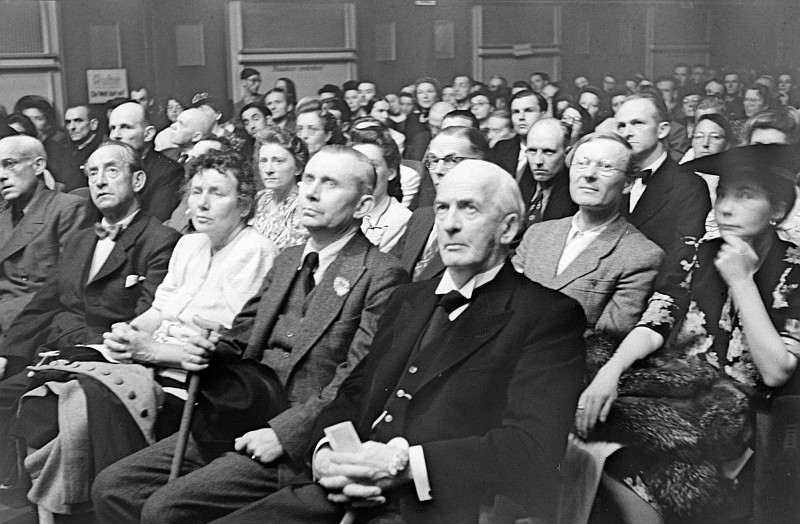
Feier zum ersten Jahrestag 1946: In der ersten Reihe Max Pechstein (links), Arthur Werner (rechts) und Herbert Ihering (2. von rechts)

Am 4. Juli 1945 traten die Initiatoren, allen voran Becher, erstmals vor die Öffentlichkeit – bei einer Kundgebung im Großen Sendesaal des Berliner Rundfunks. Das Interesse war groß: Etwa 1500 Teilnehmer begaben sich in das Haus des Rundfunks in der Masurenallee. Johannes R. Becher, Bernhard Kellermann, Eduard Spranger und andere hielten Reden und schrieben dem Kulturbund die Funktion eines „geistigen und kulturellen Parlaments unseres Landes“ zu. Er solle als „nationale Einheitsfront der deutschen Geistesarbeiter“ für die „Vernichtung der Naziideologie auf allen Lebens- und Wissensgebieten“ und die „moralischen Gesundung“ des deutschen Volkes kämpfen.
Zwei Monate später, am 8. August 1945, fand in den Räumen der Kammer der Kulturschaffenden in der Schlüterstraße, dem ehemaligen Sitz der Reichsfilmkammer, die Gründungskonferenz statt. Becher wurde einstimmig zum Präsidenten, der Schriftsteller Bernhard Kellermann, der Maler Karl Hofer und – am 12. Februar 1946 – der Altphilologe Johannes Stroux zu Vizepräsidenten gewählt. Den Posten des Generalsekretärs nahm der Journalist Heinz Willmann ein.
Ehrenpräsident des Kulturbundes wurde Literaturnobelpreisträger Gerhart Hauptmann.

### Parteioffen, antifaschistisch

Titelblatt der Broschüre anlässlich des zweijährigen Bestehens (1947)

Wie von Becher schon in Moskau geplant, floss die KPD-Nähe des Präsidiums nicht in die Agenda vom Sommer 1945 ein. Im Gegenteil – das Gründungsmanifest gab sich offensiv parteineutral: „Der Kulturbund […] ist eine unabhängige und überparteiliche Bewegung. Als solche wurde er gegründet, nur als eine solche kann er bestehen, seine Aufgaben erfüllen und hat er eine Zukunft. Somit ist es ein Akt der Selbstbehauptung, wenn wir uns gegen jeden Eingriff seitens einer Partei aufs entschiedenste wehren. Es wäre die Selbstauflösung“, schrieb Becher in der Zeitung „Sonntag“. Er bezog sich damit indirekt auf Anfeindungen des Kulturbunds durch die politische Rechte, die die Mitglieder des Kulturbunds „als ‚sogenannte‘ Kulturschaffende“, also als schlecht getarnte Parteisoldaten der KPD diffamierten. Becher konterte: „Als unverdächtig gilt in diesen Kreisen nur derjenige, der eine gewissenlose antibolschewistische Hetze betreibt und mit dem Gedanken eines neuen Kriegs spielt.“
Der erste von sieben Leitsätzen des Gründungsmanifests lautete:

„Vernichtung der Naziideologie auf allen Lebens- und Wissensgebieten. Kampf gegen die geistigen Urheber der Naziverbrechen und der Kriegsverbrechen. Kampf gegen alle reaktionären, militaristischen Auffassungen. Säuberung und Reinhaltung des öffentlichen Lebens. Zusammenarbeit mit allen demokratisch eingestellten weltanschaulichen, religiösen und kirchlichen Bewegungen.“

Die Auseinandersetzung mit der nationalsozialistischen Vergangenheit war primäres erklärtes Ziel. Entsprechend begrüßte der Präsidialrat des Kulturbunds den Nürnberger Prozess gegen die Hauptkriegsverbrecher; er ging ihm aber nicht weit genug: „Wir können nicht begreifen, daß Angeklagte freigesprochen wurden, die in entscheidendem Maße die Schuld an der Machtergreifung durch eine Verbrecherclique tragen. […] Die Freisprüche legen die Befürchtung nahe, gewisse Kreise im Ausland wollten nur die oberste Schicht der Nazis unschädlich machen.“ Als Mindestmaßnahme forderte der Kulturbund eine Enteignung dieser Verbrecher.
Zweites erklärtes Ziel in der Entstehungsphase des Kulturbunds war die „Erziehung unseres Volkes und seiner Jugend“.
Schon ab 1945 veranstaltete der Kulturbund in der sowjetischen Besatzungszone eine bedeutende Zahl von Kunstausstellungen, z. B. im November und Dezember 1945 in Schwerin die Jahresschau 1945 der Kunstschaffenden aus Mecklenburg-Vorpommern, im Dezember 1945 bis Januar 1946 in Berlin die Ausstellung Bildender Künstler, im September 1945 in Chemnitz Chemnitzer Künstler stellen aus und von März bis Juni 1946 in Dresden die Kunstausstellung Sächsische Künstler. Im Motto zur Chemnitzer Ausstellung hieß es: „Das Volk an die Kunst heranzuführen ist die große Aufgabe des Kulturbundes zur demokratischen Erneuerung Deutschlands, noch wichtiger aber ist es, den Künstler an das Volk zu führen.“
Heinrich Deiters und Heinrich Schacht arbeiteten dazu ein „Pädagogisches Manifest“ aus. Unter den Mitgliedern sei, so die Autoren, die Zahl der Lehrer zu gering: immerhin 20,8 % in der Mark Brandenburg, aber nur 7,8 % in Mecklenburg-Vorpommern:
| Anteil der Lehrer im Kulturbund, regional, 1947                                 | Anteil der Lehrer im Kulturbund, regional, 1947 | Anteil der Lehrer im Kulturbund, regional, 1947 | Anteil der Lehrer im Kulturbund, regional, 1947 | Anteil der Lehrer im Kulturbund, regional, 1947 |
| ------------------------------------------------------------------------------- | ----------------------------------------------- | ----------------------------------------------- | ----------------------------------------------- | ----------------------------------------------- |
|                                                                                 |                                                 |                                                 |                                                 |                                                 |
| Mark Brandenburg                                                                | Mark Brandenburg                                |                                                 | 20,8 %                                          | 20,8 %                                          |
| Thüringen                                                                       | Thüringen                                       |                                                 | 14,01 %                                         | 14,01 %                                         |
| Groß-Berlin                                                                     | Groß-Berlin                                     |                                                 | 14 %                                            | 14 %                                            |
| Sachsen-Anhalt                                                                  | Sachsen-Anhalt                                  |                                                 | 12,1 %                                          | 12,1 %                                          |
| Mecklenburg-Vorpommern                                                          | Mecklenburg-Vorpommern                          |                                                 | 7,8 %                                           | 7,8 %                                           |
| Beispiel: In Thüringen waren 14,01 % der dortigen Kulturbund-Mitglieder Lehrer. |                                                 |                                                 |                                                 |                                                 |

Von Dezember 1945 bis Januar 1946 veranstaltete der Kulturbund in Berlin die mutmaßlich erste größere Ausstellung bildender Künstler.

### Innere Struktur

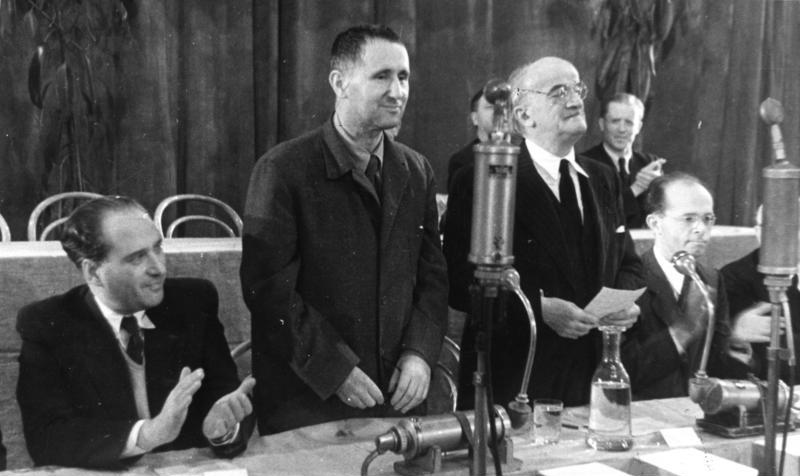
Bertolt Brecht (Mitte) auf der Friedenskundgebung des Kulturbundes 1948

Vom 20. bis 21. Mai 1947 fand in Berlin der 1. Bundeskongress statt. Die Gruppen des Kulturbunds waren jetzt nach dem „Wohnprinzip“ organisiert, „eine zwanglose Geselligkeit wird allerorts angestrebt. Diesem Bestreben dienen auch die Klubhäuser, die es in Berlin und in anderen Städten gibt.“ Allein in Berlin organisierten sich unter dem Dach des Kulturbunds 40 Gruppen. Viele trafen sich im „Klub der Kulturschaffenden“. Dort war im Februar auch der Leiter der SMAD, Marschall Sokolowski, zu Gast und betonte, begleitet von Mitgliedern des Beethoven-Quartetts und russischen Volksliedern, seine Solidarität mit den Ideen des Kulturbunds.
Der Sekretär des Kulturbunds bedauerte in seiner Schrift zum zweijährigen Bestehen des Kulturbunds eine einseitige Konzentration auf den Osten: Die Treffen fänden „vor allem in der sowjetischen Zone“ statt, „während in den anderen Zonen die geeigneten Möglichkeiten schwerer zu finden sind.“ Es gab Wahlverfahren für die Vorstände innerhalb der einzelnen Gruppen sowie für die Landes- und Bundesleitung. Der Kulturbund hatte eine eigene „ideologische Abteilung“ unter der Leitung des 1946 aus dem Exil in Mexiko zurückgekehrten Schriftstellers Alexander Abusch. Abusch leitete auch die regelmäßigen Sendungen des Kulturbunds im Berliner Sender, die vor allem aus Streitgesprächen bestanden, zum Beispiel über Verfassungsfragen und die „studentische Jugend“. Bei Letzterer sei eine Politikverdrossenheit zu bemerken, dafür ein umso stärkerer Drang nach naturwissenschaftlichen Studien, schrieb Willmann 1947.
| Sozialstruktur im Kulturbund 1949                        | Sozialstruktur im Kulturbund 1949   | Sozialstruktur im Kulturbund 1949 | Sozialstruktur im Kulturbund 1949 | Sozialstruktur im Kulturbund 1949 |
| -------------------------------------------------------- | ----------------------------------- | --------------------------------- | --------------------------------- | --------------------------------- |
|                                                          |                                     |                                   |                                   |                                   |
| Angestellte                                              | Angestellte                         |                                   | 27,4 %                            | 27,4 %                            |
| Lehrer                                                   | Lehrer                              |                                   | 12,4 %                            | 12,4 %                            |
| Arbeiter                                                 | Arbeiter                            |                                   | 11,7 %                            | 11,7 %                            |
| Hausfrauen                                               | Hausfrauen                          |                                   | 9,8 %                             | 9,8 %                             |
| Handwerker                                               | Handwerker                          |                                   | 6,7 %                             | 6,7 %                             |
| Studenten/Schüler                                        | Studenten/Schüler                   |                                   | 5,8 %                             | 5,8 %                             |
| Bühne/Film/Musik                                         | Bühne/Film/Musik                    |                                   | 4,1 %                             | 4,1 %                             |
| Bildende Künstler/Architekten                            | Bildende Künstler/Architekten       |                                   | 3,6 %                             | 3,6 %                             |
| Techniker/Ingenieure                                     | Techniker/Ingenieure                |                                   | 3,4 %                             | 3,4 %                             |
| Wissenschaft und Forschung                               | Wissenschaft und Forschung          |                                   | 3 %                               | 3 %                               |
| Dichter/Schriftsteller/Journalisten                      | Dichter/Schriftsteller/Journalisten |                                   | 1,6 %                             | 1,6 %                             |
| Bauern                                                   | Bauern                              |                                   | 1,5 %                             | 1,5 %                             |
| Theologen/Ingenieure                                     | Theologen/Ingenieure                |                                   | 0,3 %                             | 0,3 %                             |
| Sonstige                                                 | Sonstige                            |                                   | 8,7 %                             | 8,7 %                             |
| Beispiel: 12,4 % der Kulturbund-Mitglieder waren Lehrer. |                                     |                                   |                                   |                                   |

#### Zeitschrift „Aufbau“
Als theoretisches Print-Medium brachte der Kulturbund im September 1945 die kulturpolitische Monatszeitschrift Aufbau in Umlauf, die bis Juli 1958 mit anfangs stark wachsender Auflage erschien: 1945 20.000 Exemplare, 1946 150.000 Exemplare. Erster Chefredakteur war der spätere DDR-Kulturminister Klaus Gysi, gefolgt ab Januar 1949 von Bodo Uhse (SED). Zu den Autoren der ersten Ausgaben gehörten unter anderem Günther Weisenborn, Georg Lukács, Walter Schirmer und Ernst Niekisch. Die Zeitschrift erschien im Aufbau-Verlag. 1946 kamen die Zeitung „Sonntag“ und als Mitteilungsblatt „Die Aussprache“ hinzu. Auch einige Kommissionen des Kulturbunds publizierten mit eigenen Schriften.
Der Kulturbund beklagte, dass die Westmächte deutsche Verlage behinderten, indem sie ihnen den Erwerb von Übersetzungsrechten an Büchern verboten; nur die Sowjets gingen damit freizügig um, sodass die ersten Publikationen des Aufbau-Verlags Übersetzungen von Gorki, Turgenjew, Puschkin und Tolstoi waren. Am 8. Oktober 1947 untersagte die amerikanische, am 12. November 1947 die britische Militärregierung jegliche Aktivitäten des Kulturbunds in ihren Sektoren.

#### Regionalverbände

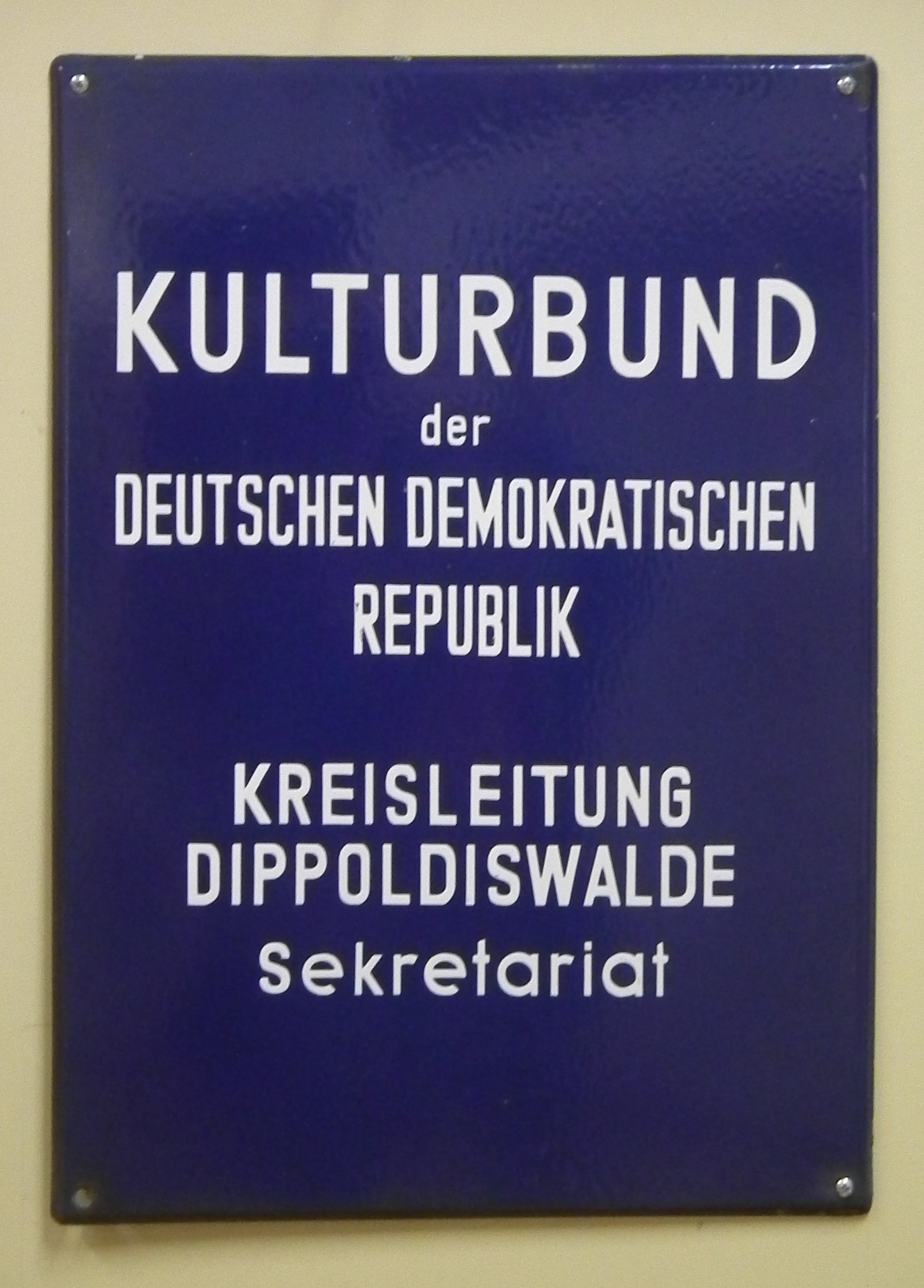
Türschild des Kulturbund der DDR in Dippoldiswalde, heute im DDR-Museum Pirna

In den Ländern der Sowjetischen Besatzungszone bildeten sich, manchmal in den Privatwohnungen von Künstlern, innerhalb weniger Monate die Regionalverbände des Kulturbunds zur demokratischen Erneuerung Deutschlands:
- am 10. Juli 1945 in der Provinz Brandenburg (Vorsitzender: August Grisebach),
- am 26. August in Mecklenburg-Vorpommern (Vorsitzender: Willi Bredel)
- am 23. September in Sachsen (Wolfram von Hanstein, CDU),
- am 1. Oktober in Thüringen (Initiatoren: Franz Hammer, Walter Wolf, KPD),
- am 13. Oktober in Sachsen-Anhalt (Vorsitz: Siegfried Berger).

In der SBZ gab es Anfang 1949 auf Kreisebene 26 Kreissekretariate des Kulturbunds, im August 1949 bereits 99, zudem 28 „Kulturhäuser“, 38 „Klubs der Kulturschaffenden“ und 214 Geschäftsstellen mit insgesamt 447 Angestellten.
Die Arbeit fand in Ortsgruppen statt.
In der britischen Besatzungszone wurde Ende Oktober 1946 von Herbert Eulenberg der Regionalverband Nordrhein-Westfalen des Kulturbunds zur demokratischen Erneuerung Deutschlands gegründet.

#### Kommissionen
Parallel zum Aufbau der Regionalverbände richtete das Präsidium des Kulturbunds „Kommissionen“ und „Arbeitsgemeinschaften“ für bestimmte Themenbereiche ein:
- 1946 Kommission Erziehung
- 1946 Kommission Musik
- 1946 „Werkbund“ (für Architektur, Design und Kunsthandwerk)
- 1947 Kommission Studenten (Daraus entstanden 1947/48 Hochschulgruppen)
- 1947 Kommission Fotografie, Presse und Funk, Jugend
- 1947 Kommission Erziehung, Film
- 1947 Philosophische Gesellschaft
- 1949 Kommission Philatelie
- 1950 Kommission bildende Kunst

In der Zeit zwischen 1946 und 1948 schwenkte der Kulturbund auf die Linie der SED ein. Während 1946 die Kommission Erziehung ein „Pädagogisches Manifest“ ausarbeitete, das wegen seiner angeblich konservativen Ausrichtung scharfe Kritik der Kommunisten auf sich zog, sicherte 1948 der Kulturbund der SED die volle Unterstützung und dem FDGB die enge Zusammenarbeit zu. Diese Unterordnung stellte den Kulturbund mit Hilfe der Trägerbetriebe auf eine solide finanzielle Basis und sorgte für eine Grundabsicherung seiner Mitglieder.

## In den westlichen Besatzungszonen und der Bundesrepublik Deutschland
Die drei westlichen Besatzungsmächte sahen im Kulturbund ein Parteiorgan der KPD bzw. der SED. Deshalb bildeten sich im Westen Regionalverbände mit anderen Namen, etwa in Frankfurt die „Freie deutsche Kulturgesellschaft“ oder in München mit Beteiligung Karl Sallers die „Kulturliga“. Unter der Auflage der Unabhängigkeit vom Kulturbund der DDR durfte im April 1951 der KPD-Funktionär Johann Fladung von Nordrhein-Westfalen aus den bundesweit agierenden Demokratischen Kulturbund Deutschlands (DKBD) aufstellen. Der DKBD geriet rasch unter Verdacht, eine Tarnorganisation zu sein, die Spionage für den Osten trieb. In Bayern verbot man ihn 1953 wegen Verfassungsfeindlichkeit, ließ ihn, wie bundesweit auch, jedoch 1955 wieder zu. 1959 wurde er in NRW wieder verboten:

„(Der DKBD) ist eine Vereinigung, die sich nach Zweck und Tätigkeit gegen die verfassungsmäßige Ordnung richtet und daher nach Art. 9 Abs. 2 GG verboten ist.“

## Geschichte nach 1949 (DDR)
Im Kulturbund der DDR gab es auf allen Ebenen Nomenklaturkader der SED, die Auswahl dieser Funktionäre bedurfte der Zustimmung der jeweiligen Parteigremien. Gemessen an anderen Massenorganisationen der DDR waren die Mitglieder des Kulturbundes jedoch verhältnismäßig schwach an die SED gebunden. Die Ämter im Kulturbund waren keine Karriere-, sondern „Abstellungs- und Versorgungsposten“.
Die überwältigende Mehrheit der (1985 über 260.000) Mitglieder des Kulturbundes der DDR bestand aus Heimatfreunden und Sammlern, die im Kulturbund die einzige Möglichkeit sahen, sich überregional organisieren zu können; nur rund ein Drittel waren Künstler im klassischen Sinn. Während die Verwaltungsgremien des Kulturbundes die SED-Politik propagierten, waren die Arbeitsgruppen selbst unpolitische Nischen; so stellte der Kulturbund eine „Fluchtburg“ für Bürger der DDR dar, die Vereine und Gesellschaften aus der Vorkriegszeit wiederbeleben wollten und an entsprechende soziale Kontakte anknüpfen wollten.
Zahlreiche Schriftsteller traten dem Kulturbund der DDR nicht bei und organisierten sich stattdessen zum Beispiel im 1950 gegründeten „Schutzverband der Autoren“, dem späteren Schriftstellerverband der DDR, oder im 1949 gegründeten Berliner Schriftsteller-Verband. Die zentrale Figur in der Gründungsphase des „BSV-Berlin“ war Walther Victor, der am 23. Dezember 1949 an den Präsidenten des Kulturbunds Becher schrieb: „Mit der Rechtsberatung und Interessenvertretung allein ist es nicht getan.“ Diese Kritik nahm Becher ernst und schrieb kurz darauf an das kleine Sekretariat der SED: „Ich halte es jetzt für dringend notwendig, den Schutzverband deutscher Autoren zu renovieren und aus ihm einen richtigen Schriftstellerverband zu machen.“
Der Kulturbund der DDR gehörte zur Dachorganisation Nationale Front der DDR und war mit 22 Abgeordneten in der Volkskammer vertreten. Der Kulturbund war Herausgeber der Wochenzeitung Sonntag.
1954 wurde die Gesellschaft zur Verbreitung wissenschaftlicher Kenntnisse in Berlin auf Initiative des „Kulturbunds zur demokratischen Erneuerung Deutschlands“ gegründet und 1966 in „URANIA – Gesellschaft zur Verbreitung wissenschaftlicher Kenntnisse“ umbenannt.
In der Sitzung am 28. November 1989 trat das gesamte Präsidium des Kulturbundes zurück. Sein Präsident Hans Pischner nahm an der Sitzung nicht teil. In einem Brief hatte er seinen Rücktritt aus Altersgründen eingereicht und zugleich erklärt, er werde für einen Neuanfang beratend tätig sein.

### Angeschlossene Organisationen und Gruppen
Anfang der 1980er Jahre gingen aus verschiedenen „Zentralen Arbeitskreisen“ unter anderem
- der Esperanto-Verband im Kulturbund der DDR
- die Gesellschaft für Denkmalpflege
- die Gesellschaft für Natur und Umwelt (einschließlich des Zentralen Fachausschusses für Touristik und Wandern)
- die Gesellschaft für Heimatgeschichte und
- die Gesellschaft für Fotografie hervor.

Weitere landesweit agierende Gruppen im Kulturbund waren
- die Klubs der Intelligenz
- die Pirckheimer-Gesellschaft (Bücher- und Grafiksammler mit der Zeitschrift Marginalien)
- der Zentrale Arbeitskreis „Friedrich Schiller“ und
- der „Philatelistenverband der DDR im Deutschen Kulturbund“.

Weitere Interessengemeinschaften im Kulturbund:
- Interessengemeinschaft für Denkmalpflege, Kultur und Geschichte der Hauptstadt Berlin, u. a. Herausgeber der Schriftenreihe Miniaturen zur Geschichte, Kultur und Denkmalpflege Berlins

### Auflösung 1990
Nachdem sich die meisten der dem Kulturbund angehörigen Unter-Organisationen bereits aufgelöst hatten oder sich in Auflösung befanden, beschloss ein außerordentlicher Bundeskongress des Kulturbundes im Mai 1990 die Fortsetzung des Kulturbunds. (Siehe Bericht der UKPV, Deutscher Bundestag – 16. Wahlperiode– 23 –Drucksache 16/24661990.)
Die Archive des Kulturbundes befinden sich heute großteils im Bundesarchiv im Bereich SAPMO. Die Ziele des Bundes werden einleitend zusammengefasst:
„Kulturelle Massenorganisation. Gründung … mit der Aufgabe, die besten Deutschen aller Berufe und Schichten in einer deutschen Erneuerungsbewegung zu sammeln, um die (geistigen) Überreste des Faschismus zu vernichten. Zahlreiche Arbeits- und Interessengemeinschaften, Arbeits- und Freundeskreise, Fachausschüsse und Fachgruppen mit ehrenamtlicher Leitung, z. B. auf den Gebieten Heimatgeschichte, Denkmalpflege, Natur und Umwelt, Philatelie, Esperanto, Fotografie, Kunst und Literatur. Kleine Galerien und Klubs der Intelligenz in fast allen Kreisstädten der DDR. 1958 Umbenennung in ‚Deutscher Kulturbund‘, 1972 in ‚Kulturbund der DDR‘. Mai 1990 ‚Kulturbund e. V.‘ (Dachverband) und Bildung von Landesverbänden.“ (Im Bundesarchiv folgt eine ausführliche Organisationsgeschichte.)
Nach der friedlichen Revolution in der DDR wurde der Kulturbund der DDR 1990 in den Verein Kulturbund e. V. umgewandelt. 1999 waren noch rund 60.000 Menschen im Vergleich zu einstmals bis zu 270.000 in Ostdeutschland in diesem organisiert.

## Präsidenten und Funktionäre

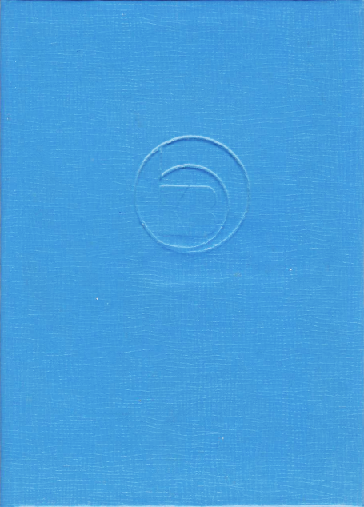
Ausweis für Mitglieder des Kulturbundes der DDR

- Johannes R. Becher (1945–1958)
- Max Burghardt (1958–1977)
- Hans Pischner (1977–1989)[26]

Siehe auch
- Kategorie:Funktionär des Kulturbundes der DDR